# Філіпп де Сюремен
Філіпп де Сюремен (фр. Philippe de Suremain; 16 жовтня 1940, Франція) — французький дипломат.

## Біографія
Народився 16 жовтня 1940 року. 
Атестат про вищу філологічну освіту Диплом Національної школи східних мов (російська, румунська).
З 1964 по 1965 — центральний апарат Міністерства закордонних справ (управління Європи).
З 1965 по 1966 — другий секретар у Бухаресті.
З 1966 по 1967 — військова служба.
З 1967 по 1968 — центральний апарат Міністерства закордонних справ(управління Північної Африки).
З 1969 по 1972 — другий секретар в посольстві Франції у Москві.
З 1972 по 1976 — перший секретар в посольстві Франції у Будапешті.
З 1976 по 1979 — перший секретар в посольстві Франції у Брюселі.
З 1979 по 1981 — центральний апарат Міністерства закордонних справ, заступник керівника служби протоколу.
З 1981 по 1985 — радник з питань культури в посольстві Франції у Москві.
З 1985 по 1989 — перший радник в посольстві Франції у Тель-Авіві.
З 1989 по 1991 — центральний апарат Міністерства закордонних справ, заступник керівника управління Європи.
З 1991 по 1996 — надзвичайний та повноважний посол Франції у Вільнюсі.
З 1996 по 1998 — центральний апарат Міністерства закордонних справ, заступник керівника Головного управління з питань політики та безпеки.
З 1998 по 2001 — надзвичайний та повноважний посол Франції у Тегерані.
З 2001 по 2002 — центральний апарат Міністерства закордонних справ, Співголова Мінської групи.
З 2002 по 2005 — Надзвичайний та Повноважний Посол Франції у Києві.

## Громадська позиція
У 2017 підписав петицію до президента Росії з вимогою звільнити українського режисера Олега Сенцова